# Лазар Календероглу
Лазар Календероглу е влашки банкер и меценат и като такъв и ктитор на църквата „Свети Илия“ в Букурещ. През 1850 г. е удостоен с титлата „пахарник“.
Произходът на Лазар Календероглу не е много ясен, но румънската историография приема че неговите родови корени са от Смирна. Често считан за турчин или грък, Лазар до освобождението на България е ктитор на църквата посветена на пророк Св. Илия в Букурещ, след което през 1879 г. преотстъпва тази роля на Румънската православна църква.
Благодарение на неговото спомоществователство българската църква, както е известна днес, е възстановена след като старата постройка рухва заради поредното вранчанско земетресение на 23 януари 1838 г. На 30 август 1841 г. сегашната църковна постройка е осветена тържествено.  С учредяването на българската екзархия, поради търканията в македонската общност в Букурещ (официално призната като „гръцката общност“), църковните служби на гръцки език в църквата „Календероглу“ са преустановени. Оттогава в тази църква се служи само на румънски език до 1954 г., когато тази църква е възложена на Българската общност в Букурещ – според разбирането на патриарсите на двете сестрински църкви. 
Лазар Календероглу е ктитор за възстановяването и на манастира Колтеа в Букурещ на Михай Кантакузино, син на Константин Кантакузино и брат на Щербан I Кантакузин, чийто основен храмов камък е положен през 1701 г. в началото на XVIII век и осветен през 1715 г. 
Лазар Календероглу има двама сина. Йоан Календероглу е адвокат и експерт по римско право, както и довереник на крал Карол I, а Николае Календероглу е лекар. И на двамата Алма матер е Сорбоната. Йоан Календероглу е президент на Румънската академия (1904-1907).